# 二流の人 (海援隊の曲)
「二流の人」（にりゅうのひと）は、海援隊の歌である。作詞・武田鉄矢、作曲・中牟田俊男。
アルバム『倭人傳』（ポリドールレコード（ユニバーサルミュージック）・●MR-3191 ■H00P-20369 ■UPCH-3007）に収録（1979年12月1日発売）。
歌の内容は、1600年、関ヶ原の戦いに乗じて九州全土を制圧し、天下を取ろうとした戦国武将黒田孝高（黒田官兵衛）の気持ちを歌っている。
曲名は坂口安吾の歴史小説『二流の人』を踏まえたものだが、描かれる孝高の像はすべて一緒ではない。